# Sân bay quốc tế Ovda
Sân bay quốc tế Ovda (tiếng Hebrew: נמל התעופה עובדה, Namal HaTe'ufa Ovda, cũng chuyển tự là Uvda) (IATA: VDA, ICAO: LLOV), là sân bay quốc tế thứ hai của Israel, nằm ở phía nam quốc gia này, cách thành phố Eliat 60 km về phía bắc. Ovda đã được xây làm sân bay quân sự vào năm 1980 sau khi Israel rút quân ra khỏi Bán đảo Sinai trong một phần của Hiệp ước hòa bình Israel-Ai Cập vì Không lực Israel cần một căn cứ không quân thay thế các căn cứ ở Sinai. Ngày nay, sân bay này cũng phục vụ các chuyến bay thương mại đến Eilat, đặc biệt cho các máy bay lớn không thể sử dụng Sân bay Eilat có đường băng ngắn hơn. Sân bay này sẽ có thể ngưng phục vụ các chuyến bay dân dụng khi sân bay quốc tế mới của Eliat bắt đầu hoạt động vào năm 2010.

## Lịch sử
Sân bay Ovda được xây dựng làm sân bay quân sự cho Không lực Israel, được Hoa Kỳ xây làm nơi thay thế cho Căn cứ không quân Etzion. Sân bay này được mở cửa năm 1981. Cục sân bay Israel bắt đầu cho vận hành Căn cứ không quân Ovda năm 1982, sau khi ký Hiệp ước hòa bình Israel-Ai Cập. Trước đó tất cả các chuyến bay thuê bao từ châu Âu phải hạ cánh tại Etzion, tuy nhiên đây đã là một trong 3 sân bay ở Sinai được bàn giao cho Ai Cập như một phần của Hiệp định trại David. A civilian terminal was built at the airport which handled direct charter flights from Europe.
Năm 1988, đã có quyết định các chuyến bay quốc tế đưa khách đến Eilat sẽ hạ cánh tại Ovda, thay vì ở Eilat. Điều này cho phép các máy bay lớn và thân rộng như Boeing 747, không thể hoạt động ở Sân bay Eilat, có thể hạ cánh xuống Ovda. Kể từ đó, phần lớn các chuyến bay quốc tế hạ cánh ở Ovda thay vì ở Eilat. Đường băng của Sân bay cũng cho phéo các chuyến bay tầm xa có thể bay đi các nơi ở châu Âu mà không phải đổ xăng lại. 
Sân bay này hiện đang có các chuyến bay nội địa theo lịch trình của các hãng Israir, Arkia Israel Airlines, và El Al Israel Airlines cũng như các chuyến bay thuê bao thường xuyển khắp châu Âu. Năm 2005, sân bay này phục vụ 746 lượt chuyến quốc tế và 82.479 lượt khách quốc tế.

## Các hãng hàng không và các điểm đến
Ovda Airport is served by many international and domestic carriers, serving many destinations in Europe and Israel.

### Dịch vụ bay theo lịch trình
- Arkia Israel Airlines (Haifa, Tel Aviv-Ben Gurion, Tel Aviv-Sde Dov)
- El Al (London-Heathrow, Paris-Charles de Gaulle, Tel Aviv-Ben Gurion)
- Israir (Haifa, Tel Aviv-Ben Gurion, Tel Aviv-Sde Dov)

### Dịch vụ bay thuê bao theo mùa
- Arkefly (Amsterdam)
- Arkia Israel Airlines
- Flystar
- First Choice Airways
- Israir Airlines (London-Stansted)
- Jetairfly
- Sun D'Or (Paris-CDG)
- Thomsonfly (London-Luton)
- Transavia (Amsterdam)
- XL Airways (London-Luton, Manchester)